# Batalla de Sainte-Anne-d'Auray
La batalla de Sainte-Anne-d'Auray va tenir lloc el 25 de maig de 1815, durant la chouannerie de 1815.

## Procés
A finals de maig de 1815, aproximadament 5.0002 chouans de les legions d'Auray i Bignan, sota les ordres de Louis de Sol de Grisolles, es van reunir als afores de Sainte-Anne-d'Auray. Uns 500 federats comandats per l'advocat Josse van sortir aleshores de Lorient per dispersar-los.
L'oficial Chouan Julien Guillemot (fill de Pierre Guillemot), relata la baralla a les seves memòries. [nota, 1.} Segons ell, els imperials es van enfrontar a una tropa de 800 homes comandada per Yves Le Thieis, Joseph Cadoudal i Guillaume Gambert. L'enfrontament va ser breu: els escolars de Vannes van formar un front, després els mariners de Carnac i Locmariaquer dirigits per Jean Rohu van llançar un contraatac decisiu que va fer fugir els imperials.

## Pèrdues
Quatre chouans van resultar ferits durant la batalla segons Julien Guillemot. Un altre balanç donat pels reialistes mostra 30 morts i 75 ferits, però segons l'historiador Aurélien Lignereux, és possible que aquests peatges siguin exagerats. Els registres de personal de la gendarmeria del Morbihan donen fe de la mort de quatre gendarmes a Sainte-Anne-d'Auray. Alguns federats també van ser fets presoners, però els chouans els van alliberar ràpidament.